# Carabus
Genre
Carabus (les Carabes) est un genre d'insectes de la famille des Carabidae, de la sous-famille des Carabinae. Il est formé de très nombreuses espèces de coléoptères prédateurs.

## Sous-genres
Acathaicus - Acoptolabrus - Acoptopterus - Acrocarabus - Alipaster - Apoplesius - Apotomopterus - Archicarabus - Archiplectes - Aristocarabus - Aulonocarabus - Axinocarabus - Calocarabus - Carabulus - Carabus - Cathaicus - Cathoplius - Cavazzutiocarabus - Cechenochilus - Cechenotribax - Cephalornis - Chaetocarabus - Chrysocarabus - Chrysotribax - Coptolabrodes - Coptolabrus - Cratocarabus - Cratocechenodes - Cratocechenus - Cratocephalus - Cratophyrtus - Cryptocarabus - Cryptocechenus - Ctenocarabus - Cupreocarabus - Cychrostomus - Cyclocarabus - Cytilocarabus - Damaster - Deroplectes - Diocarabus - Eccoptolabrus - Eocechenus - Eotribax - Eucarabus - Euleptocarabus - Eupachys - Eurycarabus - Fulgenticarabus - Gnathocarabus - Goniocarabus - Hemicarabus - Heterocarabus - Homoeocarabus - Hygrocarabus - Hypsocarabus - Imaibiodes - Imaibius - Iniopachus - Ischnocarabus - Isiocarabus - Lamprostus - Lasiocoptolabrus - Leptocarabus - Leptoplesius - Lichnocarabus - Limnocarabus - Lipaster - Macrothorax - Meganebrius - Megodontoides - Megodontus - Mesocarabus - Microplectes - Microtribax - Mimocarabus - Morphocarabus - Neocarabus - Neoplectes - Neoplesius - Nesaeocarabus - Ohomopterus - Ophiocarabus - Oreocarabus - Orinocarabus - Oxycarabus - Pachycarabus - Pachystus - Pagocarabus - Pantophyrtus - Parhomopterus - Piocarabus - Piocarabus - Platycarabus - Procechenochilus - Procerus - Procrustes - Pseudocoptolabrus - Pseudocranion - Pseudotribax - Qinlingocarabus - Relictocarabus - Rhigocarabus - Rhipocarabus - Scambocarabus - Semnocarabus - Shenocoptolabrus - Shunichiocarabus - Sphodristocarabus - Stephanocarabus - Tachypus - Tanaocarabus - Teratocarabus - Tmesicarabus - Tomocarabus - Trachycarabus - Tribax - Ulocarabus

### Sous-genres et espèces présents en Europe (à compléter)

#### Archicarabus
- Carabus (Archicarabus) alysidotus Illiger 1798
- Carabus (Archicarabus) monticola Dejean 1826
- Carabus (Archicarabus) montivagus Palliardi 1825
- Carabus (Archicarabus) nemoralis O.F. Müller 1764
- Carabus (Archicarabus) pseudomonticola Vacher de Lapouge 1908
- Carabus (Archicarabus) rossii Dejean 1826
- Carabus (Archicarabus) steuartii Deyrolle 1852
- Carabus (Archicarabus) wiedemanni Ménétriés 1836

#### Carabus
- Carabus (Carabus) granulatus Linnaeus 1758
- Carabus (Carabus) menetriesi Hummel 1827
- Carabus (Carabus) variolosus Fabricius 1787
- Carabus (Carabus) nodulosus Creutzer, 1799

#### Chaetocarabus
- Carabus (Chaetocarabus) arcadicus Gistel 1850
- Carabus (Chaetocarabus) intricatus Linnaeus 1761
- Carabus (Chaetocarabus) krueperi Reitter 1896
- Carabus (Chaetocarabus) lefebvrei Dejean 1826
- Carabus (Chaetocarabus) merlini Schaum 1861

#### Chrysocarabus

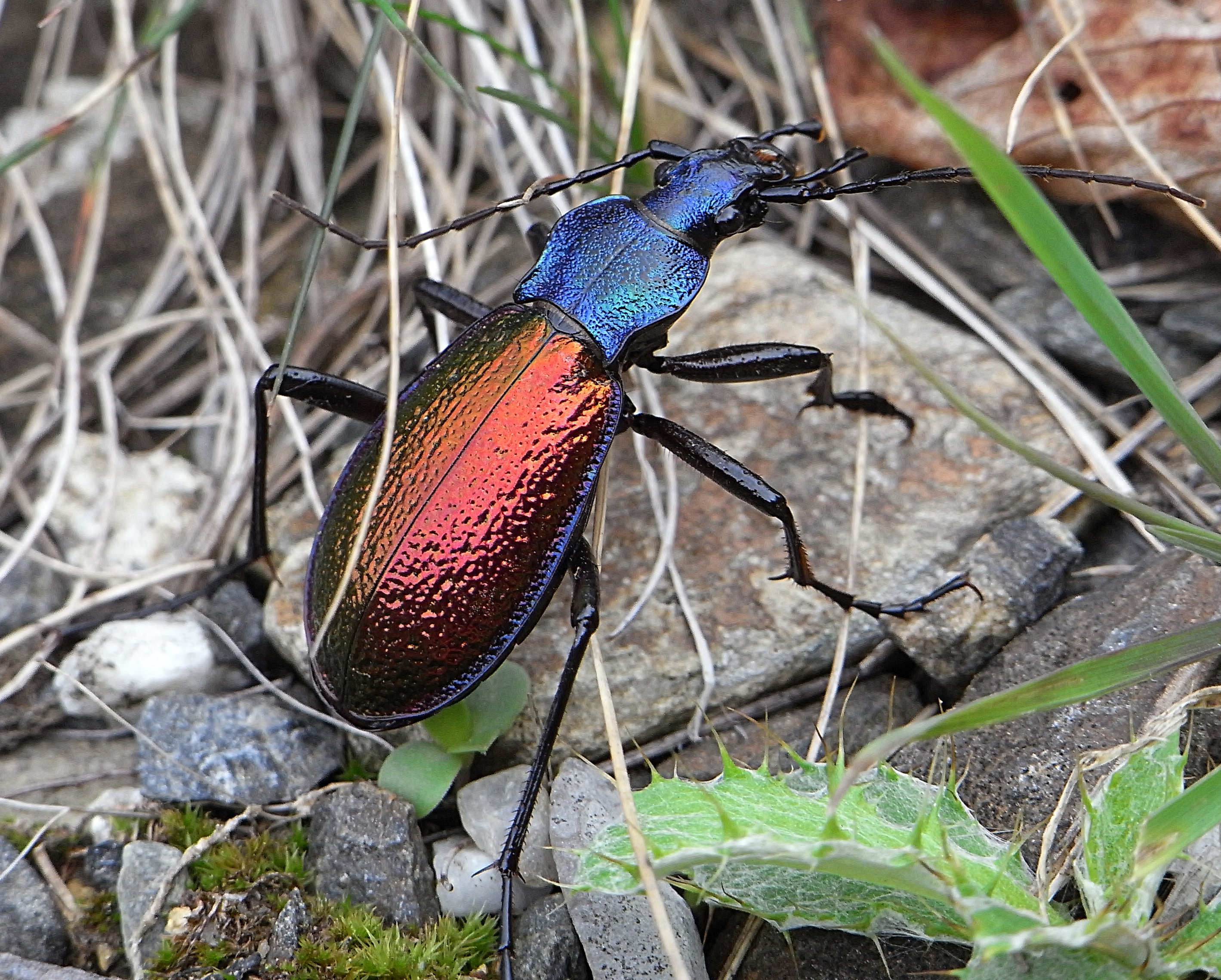
Carabus hispanus

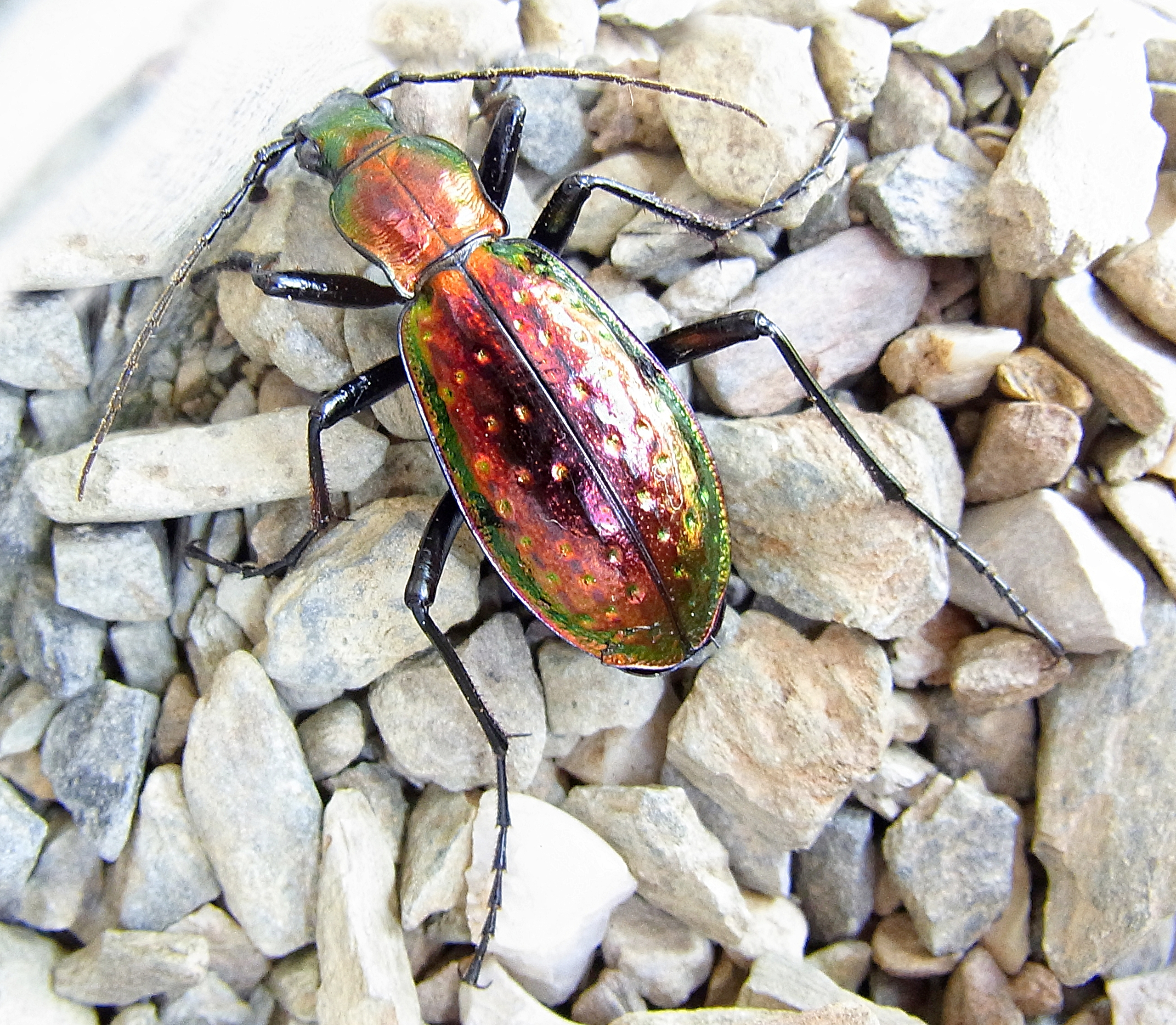
Carabus rutilans

- Carabus (Chrysocarabus) auronitens Fabricius 1792
- Carabus (Chrysocarabus) hispanus Fabricius 1787
- Carabus (Chrysocarabus) lineatus Dejean 1826
- Carabus (Chrysocarabus) olympiae Sella 1855
- Carabus (Chrysocarabus) rutilans Dejean 1826
- Carabus (Chrysocarabus) solieri Dejean 1826
- Carabus (Chrysocarabus) splendens Olivier 1790

#### Morphocarabus
- Carabus (Morphocarabus) monilis Fabricius, 1792

#### Tachypus
- Carabus (Tachypus) auratus Linnaeus, 1761
- Carabus (Tachypus) cancellatus Illiger, 1798

#### Autres
- Carabus (Aulonocarabus) canaliculatus Adams, 1812
- Carabus (Eucarabus) arcensis Herbst, 1784
- Carabus (Megodontus) violaceus Linnaeus, 1758
- Carabus (Procrustes) coriaceus Linnaeus, 1758

### Autres espèces
- Carabus hemprichi Dejean, 1826

## Noms en synonymie
- Carabus elegans

## Livres
- Bugareti (1992), L'élevage des Carabes, Sciences Nat, Venette.
- Deuve, Th. (1994), Une classification du genre Carabus, Sciences Nat, Venette.
- Forel, J.  & Leplat J. (1995), Les Carabes de France, Sciences Nat, Venette.
- Lapouge, Georges Vacher de (1913-1927), Carabes nouveaux ou mal connus, Miscellanea Entomologica.
- Puisségur, C. (1964), Recherches sur la génétique des Carabes, Vie et Milieu, supplément 16, Laboratoire Arago, Banyuls-sur-Mer.